# Бразильская коммунистическая партия
Бразильская коммунистическая партия (порт. Partido Comunista Brasileiro) — одна из старейших политических партий Бразилии.

## История

### Создание
Бразильская коммунистическая партия возникла на базе многочисленных коммунистических групп, кружков и лиг, зародившихся в Бразилии после революции 1917 года в России. Находясь под влиянием идей русской революции, бразильские коммунисты увидели в них более осязаемые цели, чем те, что предлагали анархисты.
Первый, учредительный съезд БКП состоялся 25—27 марта 1922 года в городах Рио-де-Жанейро и Нитерой на нелегальных условиях. Основателями партии стали Абилиу Некети, Мануэл Сендон, Жуакин Барбоза, Эрможенис Силва, Астрожилду Перейра и другие. Партия строилась на ленинских принципах и основывала свою деятельность на марксистско-ленинском учении.
В 1924 году БКП присоединилась к Коминтерну. К моменту проведения второго съезда партия расширила свои ряды и окрепла в организационном и идеологическом отношениях. Второй съезд БКП прошёл в мае 1925 года в Рио-де-Жанейро. Главным вопросом этого съезда было дальнейшее расширение рядов партии, создание широкой сети первичных партийных организаций с целью укрепления работы в профсоюзах рабочих и среди крестьян.

### Запрет партии
В 1930-х годах Бразильская компартия выступила инициатором движения в защиту демократических свобод. Её руководством был основан антифашистский и антиимпериалистический фронт Национально-освободительный альянс. Организованное альянсом восстание, вспыхнувшее в ноябре 1935 года, было жестоко подавлено, а руководство БКП арестовано. Однако партия продолжала свою деятельность в подпольных условиях. В августе 1943 года в местечке Мантикейра близ Рио-де-Жанейро состоялась Национальная конференция БКП, на которой было избрано новое партийное руководство.

### Период 1940-х годов
В 1945 году, в период демократизации режима Варгаса, деятельность компартии была разрешена, а её руководство амнистировано. Среди освобождённых был и Луис Карлос Престес, проведший в тюрьме 9 лет. С началом легальной деятельности БКП превратилась в крупную партию, в рядах которой насчитывалось более 100 тысяч членов. В 1946 году коммунисты приняли активное участие в разработке новой конституции страны.
На состоявшихся в январе 1947 года выборах в Конгресс и органы власти штатов и муниципалитетов БКП удалось набрать более 800 тысяч голосов. Двое кандидатов от БКП были избраны в Федеральный сенат, 14 — в Палату депутатов. Коммунисты заняли большое число мест в законодательных собраниях штатов и приобрели сильные позиции во многих муниципалитетах.
После этого партия предстала перед Верховным избирательным судом Бразилии, который после больших споров объявил её деятельность незаконной на том основании, что она является «орудием иностранного правительства». При помощи армии и полиции правительство закрыло главные коммунистические центры страны. Национальный конгресс сначала отказался исключить коммунистов из числа своих членов, но в конце концов в 1948 году депутаты от БКП лишились своих мандатов. Так БКП вновь перешла на нелегальное положение.
С 1949 года по 1957 год в стране работала Федерация женщин Бразилии, которая имела прочные связи с партией и закрылись с объявлением партии вне закона.  

### 1960-е годы
Деятельность БКП была разрешена с развитием демократического процесса в Бразилии. 2—6 сентября 1960 года в Рио-де-Жанейро состоялся Пятый съезд БКП, принявший резолюцию, которая ориентировала партию на усиление борьбы против империализма, за расширение демократических прав и свобод и выполнение неотложных требований трудящихся. Этот съезд уделил большое внимание работе в профсоюзах, в деревне, среди женщин и молодёжи, подчеркнул значение борьбы за мир, принял резолюцию в поддержку кубинской революции и утвердил новый устав партии. В 1962 году от БКП отделилось её левое крыло, выступавшее с маоистских позиций, члены которого сформировали Коммунистическую партию Бразилии.
В апреле 1964 года в стране произошёл военный переворот, в результате которого БКП, преследуемая политической полицией ДОПС, была вынуждена вновь уйти в подполье. В декабре 1967 года на нелегальных условиях состоялся Шестой съезд БКП.

### 1990-е годы
В 1992 году, после распада Советского Союза, наступил очередной кризис партии. Она заметно сдвинулась вправо и переименовалась в Социалистическую народную партию Бразилии (ныне это либеральная партия «Гражданство» — Cidadania). Только часть членов партии во главе с Иваном Пиньейру и Оскаром Нимейером решила сохранить партию и идеологию марксизма-ленинизма. После ряда столкновений партия добилась права использовать название Бразильской коммунистической партии. В 1996 году БКП была официально зарегистрирована.
Сейчас БКП участвует в выборах, но больших успехов не имеет. На выборах 2006 года выступила в коалиции «Левый фронт» вместе с двумя более успешными троцкистскими силами (Партия социализма и свободы и Объединённая социалистическая рабочая партия).
На президентских выборах 1994, 1998 и 2002 годов партия поддерживала члена Партии трудящихся — Лулу Да Силву, который в 2002 году стал президентом. Уже в 2006 году БКП поддержала кандидата от Партии социализма и свободы — Элену Элоизу. В 2010 году генеральный секретарь партии Иван Пиньейру участвовал в президентских выборах, но набрал лишь 0,04 % голосов. На прошедших в том же году парламентских выборах ни один из кандидатов от БКП не смог занять кресло в Национальном конгрессе. 
В 2022 году член партии, учитель истории и блогер Джонс Маноэль избирался в должность губернатора штата Пернамбуку, однако набрал всего 0,69% голосов. В 2023 году в партии произошёл раскол. Часть членов обвинили руководство партии в нарушении принятых съездом решений, узурпации власти и отрыве от партии. XVI съезд БКП, прошедший в 2021 году, принял решение не поддерживать ни одну из сторон в предстоящих военных конфликтах, однако в 2023 году руководство направило делегата на проходивший в Каракасе конгресс Всемирной антиимпериалистической платформы, которая открыто поддерживает вторжение России на Украину. Сам же конгресс был организован Единой социалистической партией Венесуэлы — правящей в Венесуэле партией и организовавшей разгром Коммунистической партии Венесуэлы. Несогласные были из Бразильской коммунистической партии исключены. В том числе и видные члены, входящие в Центральный комитет партии, такие как Иван Пиньейру и Джонс Маноэль. С этим решением были не согласны 12 из 25 региональных отделений молодёжной организации БКП — Коммунистического союза молодёжи. Членов КСМ не допустили до внутрипартийной дискуссии, а часть несогласных так же исключили. Все исключённые выступали за проведение внеочередного XVII съезда партии. Они создали новую организацию «Бразильская коммунистическая партия — Революционная реконструкция». В данный момент они ведут подготовку съезда, а так же дискуссию по новому наименованию, символах и позиционированию партии.

## Известные члены
- Амаду, Жоржи (1912—2001) — ведущий бразильский писатель, член компартии в 1932—1956 годах.
- Басбаум, Леонсиу (1907—1969) — бразильский историк и философ. Написал 4-томное сочинение «História Sincera da República».
- Голгер, Исайяс (1905—2000) — историк-марксист, в революционном движении участвовал с 12-летнего возраста в Бессарабии.
- Нимейер, Оскар (1907—2012) — один из виднейших латиноамериканских архитекторов XX века, член БКП на протяжении почти семи десятилетий, её председатель в 1992—1996 годах.
- Салданья, Жуан (1917—1990) — бразильский футболист, тренер и журналист, член компартии с 20-летнего возраста.
- Феррейра Гуллар (1930—2016) — бразильский писатель, поэт и переводчик, драматург, сценарист.